# Мескіт (Нью-Мексико)
Мескіт (англ. Mesquite) — переписна місцевість (CDP) в США, в окрузі Донья-Ана штату Нью-Мексико. Населення — 984 особи (2020).

## Географія
Мескіт розташований за координатами 32°10′1″ пн. ш. 106°41′19″ зх. д. / 32.16694° пн. ш. 106.68861° зх. д. (32.166989, -106.688503).  За даними Бюро перепису населення США в 2010 році переписна місцевість мала площу 2,12 км², уся площа — суходіл.

## Демографія
Згідно з переписом 2010 року, у переписній місцевості мешкало 1112 осіб у 335 домогосподарствах у складі 278 родин. Густота населення становила 525 осіб/км².  Було 353 помешкання (167/км²).
Расовий склад населення:
| - 72,0 % — білих - 1,3 % — корінних американців - 0,2 % — чорних або афроамериканців - 24,5 % — осіб інших рас |

До двох чи більше рас належало 2,0 %. Частка іспаномовних становила 95,7 % від усіх жителів.
За віковим діапазоном населення розподілялося таким чином: 34,1 % — особи молодші 18 років, 55,0 % — особи у віці 18—64 років, 10,9 % — особи у віці 65 років та старші. Медіана віку мешканця становила 27,8 року. На 100 осіб жіночої статі у переписній місцевості припадало 94,7 чоловіків;  на 100 жінок у віці від 18 років та старших — 85,1 чоловіків також старших 18 років.
За межею бідності перебувало 25,0 % осіб, у тому числі 24,4 % дітей у віці до 18 років та 100,0 % осіб у віці 65 років та старших.
Цивільне працевлаштоване населення становило 216 осіб. Основні галузі зайнятості: освіта, охорона здоров'я та соціальна допомога — 28,2 %, будівництво — 16,2 %, роздрібна торгівля — 15,7 %.